# Анри Картије-Бресон
Анри Картије-Бресон (фр. Henri Cartier-Bresson; 22. август 1908 - 3. август 2004) је био француски хуманистички фотограф који се сматра маестром ткзв. искрене фотографије и једним од првих фотографа који су користили 35 милиметарски филм. Био је пионир уличне фотографије и гледао је на фотографију као на "хватање пресудног тренутка".
Картије-Бресон је био један од оснивача Magnum Photos 1947. године. Током 1970-их се бавио цртањем, а у младости је студирао сликарство.

## Биографија
Картије Бресон рођен је 22. августа 1908. године у месту Шантелуп ан Бри у Француској. Његов отац је био богати текстилни магнат, а породица његове мајке била је такође врло имућна, и поседовали су огромне количине земље у Нормандији. Управо због овога Картије није морао да се брине за своју будућност и егзистенцију. Породица му је пружала пуну подршку у бављењу фотографијом и са моралне и са материјане стране. Ово му је омогућило да се слободније и независније бави фотографијом од већине фотографа тада.
Након бесуспешних покушаја да се бави и студира музику, Картије је почео да се бави сликарством, тј. да учи сликарство, првенствено уље на платну, код талентованог париског сликара Луиса. У току 1927. године, Картије уписује престижну приватну сликарску школу Лот, коју држи кубиста и вајар Андре Лот. Овде се Картије Бресон заинтересовао и за ремек дела ренесансе уз дотадашње интерсовање за модерну уметност.
Учење и рад у Лот академији, помогло му је да схвати и реши проблеме који су га мучили по питању форме и композиције у уметности, нарочито у погледу фотографије. Тих година почиње фотографска револуција под паролом: „ Срушите традицију! Фотографишите ствари онаквим каквим јесу!"

### Почетак каријере
Идеје покрета надреализма су битно утицале на Картијеа, посебно на почетку његове каријере.
Крајем 30-тих година, двадесетог века, Картије Бресон је дипломирао енглески језик и књижевност на Универзитету Кембриџ. У потрази за авантуром, одлази у Обалу Слоноваче где се бави ловом. Ловећи са локалним становништвом, знатно је унапредио своје ловне технике што ће му касније, како је рекао, знатно помоћи у бављењу фотографијом. Након повратка у Француску, продубљује своју сарадњу са покретом надреализма. Фотографија која ће му умногоме тада прометнити живот је фотографија мађарског фотографа Мартина Мункаша, на којој су силуете три афричка дечака који трчећи улазе у језеро Тангањика. Та фотографија инспирисала га је да прекине да се бави сликарством и да се потпуно посвети фотографији. Како је једном приликом навео, тада је схватио да фотографија може да намести или поправи вечност у само једном тренутку.
Тада је набавио фотоапарат Лајка са 50 милиметраским објективом којом ће фотографисати највећи део своје каријере. За овај апарат изјавио је да му је као наставак ока и да му пружа могућност да „заустави,, свет и фотографише га у актуелној брзини и трансформацији. Бавећи се фотографијом Картије је обишао свет и фотографисао Берлин, Брисел, Варшаву, Праг, Будимпешту и Мадрид. Прву изложбу имао је 1932. године у галерији „Жулијен Леви,, у Њујорку, а потом и у Атенео клубу у Мадриду.
Картије Бресон 1934 .године упознаје пољског фотографа Дејвида Сејмора, познатијег као Џим, а потом и чувеног Роберта Капу. Њих тројица су почетком 30-тих година делили студио и блиско сарађивали. Роберт Капа је током тих година био ментор Картије Бресону и променио му погледе на фотографију и фотографисање. Учио га је и саветовао да престане са стриктним бављењем уметнишком фотографијом него да постане фоторепортер који ће тражити догађаје и фотографисати их,,Немој да останеш само у оквиру уметничке фотографије и надреализма. Буди фоторепортер! Покрени се!", био је пресудан савет који је Картије Бресон добио од Роберта Капе.
Први задатак који је Картије Бресон имао као фоторепортер била је сахрана краља Џорџа VI за француски недељник Регардс.

### Други светски рат
Када је почео Други светски рат, Картије Бресон се прикључио француској војсци као каплар у филмској и фото јединици. Током битке за Француску 1940. године, Картије је био заробљен и провео је 35 месеци у логору за ратне заробљенике где је обављао најтеже послове. Његов трећи покушај бекства из логора био је успешан. Неко време након тога се крио на једној фарми све док није набавио лажна документа која су му омогућавала да се врати у Француску. Након повратка, Картије Бресон је био илегалац и помагао је осталим заробљеницима који су успели да побегну.
Такође је са осталим фотографима тајно документовао окупацију Француске, али и борбе за ослобођење. Године 1943., Картије је ископао своју чувену Лајку, коју је закопао недалеко од места где је био заробљен током битке за Француску.
У пролеће 1947. године Картије Бресон заједно са Дејвидом Сејмором, Робертом Капом, Џорџ Роџером и Вилијамом Вандивертом, основао је Магнум Фотос. Оснивачи су поделили задатаке и делове света на којима ће радити, међу собом. Картије Бресон је отишао у Индију и Кину. Међународно призање и славу стекао је за фотографије Гандијеве сахране и за фотографије завршне фазе Кинеског грађанског рата. У то време фотографисао је последње преживеле царске евнухе у Пекингу, непосредно пре него што су град освојили комунисти.

### Остатак каријере
Картије Бресон је 1952. године објавио књигу под називом „The Decisive Moment, у којој је било 126 фотографија са Истока и Запада. Насловну страну књиге урадио је чувени Анри Матис. У предговору књиге Картије је цитирао једну филозофску мисао из 17. века: „Не постоји ниједна ствар на овом свету која нема одлучујући моменат".
Управо је ова књига била лајтмотив многим фотографима широм света и одредила један потпуно нов правац у фотографији, тзв,,фотографије тренутка". Картије Бресон је током своје каријере највише и најдуже користио 35 милиметарски фототапарат. Често је око апарата везивао црну траку да би апарат био што мање уочљив и да би он што мирније и неопаженије радио. Током година развио је свој јединствен и препознатљив стил фотогафисања. Никада није користио блиц, јер је сматра да је то, како је једном изјавио „ у најмању руку непристојно… „. Веровао је да се фотографија планира и ствара у тражилу фотоапарата, а не у лабораторији и мрачној комори. Своје фотографије је израђивао искључиво у пуном формату без корекција и тзв,,кроповања".
Све фотографије је радио у црно белој техници.
У својој каријери направио је свега неколико фотографија у колору којима је био врло незадовољан и вечину својих колор фотографија је уништио. У интервју за Вашингтон Пост 1957. године, о својој техници и стилу рада, изјавио је:
| „ | Фотографија није као сликарство. У фотографији постоји креативно дељење те секунде када направите фотографију. Морате својим очима видети композицију и детаље испред вас који вам се нуде и морате имати интуицију да осетите када да стиснете окидач фотоапарата. То је тренутак када је фотограф креативан. Тренутак! Када га једном пропустите, нестао је заувек! | ” |

Картије Бресон је веровао да у фотографији и најмања ствар може бити огромна. Мали детаљ може бити лајтмотив.
Бављење фотографијом Бресона је одвело широм света. Боравио је у Кини, Мексику, Индији, Америци, Јапану, Совјетском Савезу. Био је први западни фотограф који је могао слободно да фотографише у послератној Русији. Картије Бресон је престао да се бави фотографијом почетком 70-их година. Свој чувени фотоапарат Лајка држао је закључаним у сефу своје куће.
Након повлачења из света фотографије, Бресон се вратио цртању и сликању. Прву изложбу својих цртежа имао је у галерији Карлтон у Њујорку 1975. године.

### Смрт и наслеђе
Анри Картије Бресон, умро је 3. августа 2004. године у својој кући у Француској.
Више од три деценије фотограф је документовао, за магазин Лајф али и друге престижне новине, неке од најзначајнијих догађаја и људи у историји, као што су Шпански грађански рат, Други светски рат, ослобођење Париза, Кинеску револуцију, убиство Махатме Гандија, студентске немире у Паризу 1968. године, али и неке од најзначајнијих људи из света уметности, културе и политике, међу којима су Алберт Ками, Пабло Пикасо, Анри Матис...
Његова најпознатија фотографија око које је и настао читав правац у фотогарфији и уметности генерално, била је „Behind the Gare St. Lazare". Од свих кадрова у животу и каријире, овај је вероватно био најважнији за Анри Картије Бресона.

## Занимљивости
- Фотограф Анри Картије-Бресон својим апаратом забележио је неке од најзначајнијих догађаја 20. века а већину његових црно-белих фотографија урадио је у периоду од 1967. до 1997. Воја Митровић, штампар који је радио у прослављеној париској фото-лабораторији Пикто. Током година Картије-Бресон поклонио је Митровићу 28 потписаних фотографија. Аукцијска кућа "Кристи" је ставила те фотографије на продају 2012. године, као и четири друге потписане фотографије Картије-Бресона.[10]
- Последњу фазу каријере у фотографији је обележило једно путовање, а најславнија слика из тог периода је слика музичара на бициклу, са контрабасом на леђима. Та слика је фотографисана на планини Рудник, крај Горњег Милановца.[11]